# Aclastus glabriventris
Aclastus glabriventris är en stekelart som beskrevs av Horstmann 1993. Aclastus glabriventris ingår i släktet Aclastus och familjen brokparasitsteklar. Inga underarter finns listade i Catalogue of Life.